# Faïrouz Malek
Faïrouz  Malek est une physicienne franco-algérienne spécialisée en physique nucléaire, physique des particules et cosmologie. Impliquée dans les recherches internationales autour de l'anti-matière, la matière noire ou encore le graviton et  partie prenante des travaux autour de l'amélioration des technologies de calcul au service des expériences du LHC, elle fait partie des chercheurs ayant contribué à la découverte du boson de Higgs. Elle est également connue pour son engagement en faveur de la parité en sciences, ainsi que pour le développement des sciences en Afrique. Elle est membre de l’Académie africaine des sciences. Elle est la nièce du compositeur algérien Ahmed Malek.

## Biographie
Faïrouz Malek nait le 6 mars 1964 à Alger, Algérie. Elle est la nièce du compositeur algérien Ahmed Malek qui l'a encouragé à fréquenter le conservatoire central d'Alger et devenir  Pianiste. A 15 ans, elle découvre  à la fois, la magie de la physique  grâce à son inspirante professeure de lycée, et  Marie Curie, unique prix Nobel de Physique dans le dictionnaire Larousse et décide d'être physicienne.

### Études
Faïrouz Malek a fréquenté le lycée Omar Racim d'Alger et obtient en 1983 un baccalauréat Mathématiques. Elle entame des études de physique, jusqu'à un diplôme de Magister (Diplôme d'Etudes Supérieures) obtenu à l'USTHB  d'Alger en 1987. Elle poursuit ses études en France avec un DEA (aujourd'hui Master 2) en physique puis un doctorat en physique nucléaire et physique des particules, sur la thématique de la fission des hypernoyaux, sous la direction de Hervé Nifenecker . Le doctorat d'Université en physique lui a été décerné en 1990  par l'Université Joseph Fourier de Grenoble (Université Grenoble Alpes actuellement - UGA).

### Carrière scientifique
En 1991, Faïrouz Malek devient chercheuse permanente au CNRS à l'Institut de Physique Nucléaire de Lyon où elle démarre une activité sur la physique du plasma de quarks et de gluons sur les expériences NA38 et NA50 du CERN. En 1996, elle rejoint le LPSC à Grenoble et intègre l'expérience AMS  portée par la NASA. Celle-ci est un détecteur de physique des particules arrimé à la Station spatiale internationale (ISS) et destiné à la recherche d’antimatière dans l'espace. Ces travaux sont compilés dans un document rédigé pour passer une thèse pour l'habilitation à diriger les recherches. À partir de 2000, elle est membre de l'expérience ATLAS  au Grand collisionneur de hadrons (LHC) du CERN et deviendra la cheffe de l'équipe du LPSC. Elle sera nommée en 2010, cheffe du projet scientifique LCG-France , l'infrastructure française qui va gérer l'incroyable flot de données du LHC  .

## Travaux
Faïrouz Malek a contribué aux  expériences NA38 et NA50 du CERN, pour mettre en  évidence le plasma de Plasma quarks-gluons. On compare souvent cet état de la matière à la soupe primordiale quelques secondes après le big-bang. Son observation avec l'expérience NA50 a été révélée en Février 2000,. Elle contribue à la préparation et la mise en route de l'expérience  ATLAS du CERN et à partir de la prise de données en 2010, elle participe à la traque du  Boson de Higgs. Elle est notamment la co-autrice d'un des deux articles publiés le 17 septembre 2012 dans la revue Physics Letters B confirmant l'annonce de la découverte du boson de Higgs.

## Engagements

### Parité en sciences
Fortement engagée sur les questions de parité, elle cofonde à Grenoble en 2002 l'association Parité dans les Métiers Scientifiques et Techniques (APMST qui deviendra Parité Science en 2018) dont elle deviendra sa première présidente. Parité Science  joue aussi le rôle d'antenne de l'association nationale Femmes et Sciences et a fêté ses 20 ans en 2022, . Cette association , dont les objectifs sont de promouvoir les sciences et les techniques, notamment auprès des filles et de défendre les droits à l'égalité des femmes qui se sont engagées 
Mandatée par Femmes et Sciences dont elle est membre de son comité d'administration, elle coordonne en 2021 l'exposition « La Science taille XXelles » à Grenoble ,. L'exposition distingue 21 chercheuses, enseignantes, ingénieures ou techniciennes issues de diverses disciplines scientifiques ,. Elle défendra la Parité en Science et discutera l'idée derrière l'exposition "La Science taille XX elles" lors de diverses émissions de radio et de télévision.
Elle intervient en mars 2021 lors d'un événement proposé en ligne par le CCSTI Grenoble autour des parcours de femmes dans les sciences, en compagnie notamment de la mathématicienne Constanza Rojas Molina. En novembre de la même année, elle rédige un article sur le thème des  femmes scientifiques réfugiées sur le site de la plateforme européenne des femmes scientifiques (EPWS) et coorganise le 22 Novembre 2022 la session "INTERSECTIONALITY" (Intersectionnalité) de la conférence annuelle de EPWS.

### Développement des sciences en Afrique
Très attachée au développement des sciences dans son pays et son continent d'origine , elle participe à plusieurs activités académiques ou de diffusion des sciences dans les pays en voie de développement, notamment à la mise en place d'une exposition sur la Physique des milieux granulaires présentée en 2005 à Oujda, au Maroc. En 2019, faisant le constat lors d'un congrès international que les pays africains n'étaient pas associés aux prospectives scientifiques et techniques, en particulier dans les domaines de la recherche fondamentale et appliquée en physique, elle cofonde en 2020 le projet de « Stratégie Africaine pour la Physique Fondamentale et Appliquée » (ASFAP) notamment aux côtés du physicien  Ketevi Assamagan .
En 2020, elle est élue  (fellow)  membre de l’Académie africaine des sciences.

### Autres investissements dans la recherche
Elle prend part à l'exposition « Le Grand Collisionneur - LHC » conçue par le Science Museum de Londres et adaptée par le Palais de la découverte, en partenariat avec le CERN, le CNRS et le CEA ainsi qu'au comité scientifique du projet Quasar, de tourisme culturel et scientifique dans les Hautes-Alpes. En octobre 2010, elle prend part au 25e anniversaire d'Aconit avec une conférence autour des calculateurs, des réseaux géants et du green computing.

## Publications scientifiques
Depuis 1988, Faïrouz Malek est l'autrice ou la co-autrice de plus de 1200 articles, dont la plupart traitent de la physique de l'expérience ATLAS. Parmi l'ensemble de ces articles, 18 ont été cités plus de 500 fois.

### Articles de vulgarisation
- Michèle Leduc, Faïrouz Malek et Roger Maynard, « Un congrès Nord-Sud à Oujda sur la recherche et l'enseignement de la physique », Reflets de la physique,‎ mai 2007 (lire en ligne)
- Faïrouz Malek, « Le calcul scientifique des expériences LHC - Une grille de production mondiale », Reflets de la physique,‎ juillet - août 2010 (lire en ligne)
- Faïrouz Malek, « Grille informatique, l'union fait la force de calcul », Micro Hebdo,‎ 2010
- Faïrouz Malek, « L’école de physique avancée au Maghreb 2011 », Reflets de la Physique,‎ octobre 2011 (lire en ligne [PDF])
- Faïrouz Malek, « Les pétaoctets du LHC », Pour la Science,‎ 25 octobre 2013 (lire en ligne)
- Faïrouz Malek (dir.), Les Big Data à découvert, CNRS Editions, 2017, 368 p. (ISBN 978-2-271-11464-8, lire en ligne), « Le CERN et les Big Data »

## Distinctions
- De 2000 à 2002, elle est présidente de la section Alpes de la Société Française de Physique[19] ;
- En 2002, elle est présidente de l'association Parité dans les Métiers Scientifiques et Techniques (Parité Science ex-APMST) à Grenoble[18],[21].
- À l'occasion des 60 ans du CERN, son portrait est présenté, parmi ceux d'autres scientifiques, au Palais de la découverte, du 17 octobre 2014 au 19 juillet 2015 dans l’exposition « Experts en la matière - Regards sur le Cern »[40], ainsi que sur le site « Expérience CERN 360° »[41] ;
- En 2020, elle est élue membre (fellow) de l’Académie africaine des sciences[35] .